# Spelaeala bondi
Spelaeala bondi är en insektsart som beskrevs av Rehn, J.A.G. 1943. Spelaeala bondi ingår i släktet Spelaeala och familjen vårtbitare. Inga underarter finns listade i Catalogue of Life.